# Colaranea
Colaranea es un género de arañas araneomorfas de la familia Araneidae. Se encuentra en  Nueva Zelanda.

## Lista de especies
Según The World Spider Catalog 12.0:
- Colaranea brunnea Court & Forster, 1988
- Colaranea melanoviridis Court & Forster, 1988
- Colaranea verutum (Urquhart, 1887)
- Colaranea viriditas (Urquhart, 1887)